# Treno regionale (Italia)

Simbolo del treno Regionale

Treno regionale (individuato dalla sigla R o REG sull'orario ferroviario) è una categoria di servizio dei treni in Italia.
Si tratta di servizi gestiti da amministrazioni ferroviarie regionali, quindi classificati tra i mezzi di trasporto pubblico locale, che effettuano servizio all'interno di una medesima regione oppure a cavallo tra regioni contigue.

## Storia
La denominazione di treno regionale venne introdotta dalle Ferrovie dello Stato con il cambio d'orario del 23 maggio 1993, in sostituzione della precedente denominazione di treno locale.
Il decreto legislativo 19 novembre 1997, n. 422, conferì alle regioni funzioni e compiti relativi al trasporto pubblico locale, a norma dell'articolo 4,
comma 4 della legge 15 marzo 1997, n. 59 anche relativamente a quello ferroviario.
Divenuto materia di competenza esclusiva delle Regioni, in seguito alla riforma del titolo V della Costituzione, dal 2001 queste, delegate dallo Stato, iniziarono a stipulare contratti di servizio con i quali si impegnano a corrispondere agli operatori ferroviari contributi commisurati alla quantità dei servizi richiesti. Lo Stato stesso, invece, contrattualizza i propri contributi per i servizi di lunga percorrenza ritenuti di pubblica utilità.
Nell'inverno del 2006 le precedenti categorie di treno interregionale e treno diretto, anch'esse di competenza regionale, sono state anch'esse integrate tutte nella categoria di treno regionale.
Con l'entrata in vigore dell'orario 2011 (dal 12 dicembre 2010) è stata introdotta la categoria regionale veloce (RV), che solitamente viene assegnata agli ex treni interregionali e diretti.

## Caratteristiche e materiale rotabile

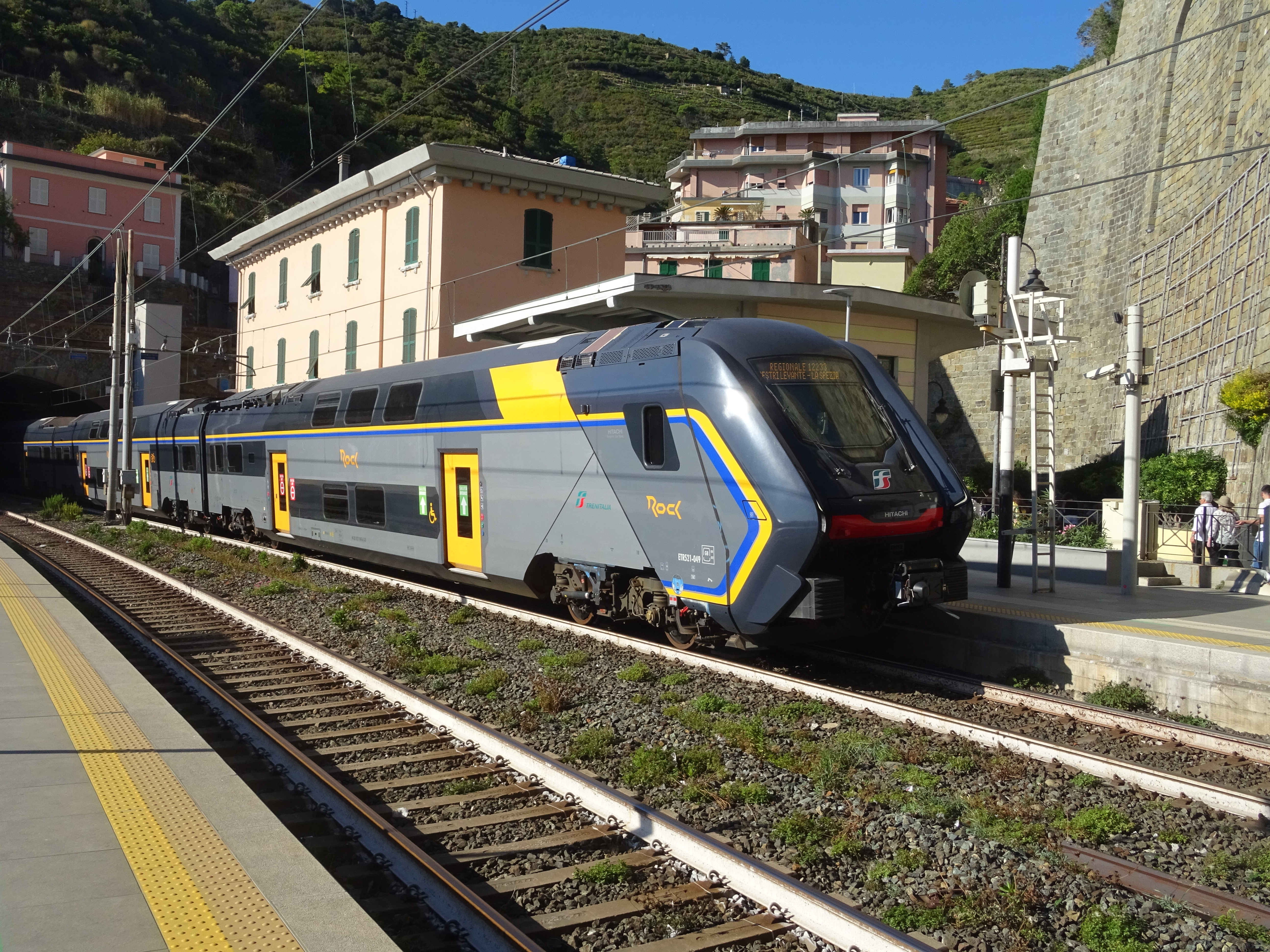
Treno regionale Trenitalia Rock (ETR 421/521/621)

I treni regionali effettuano solitamente tutte o quasi tutte le fermate della linea percorsa; in genere le fermate escluse sono quelle meno importanti oppure quelle effettuate da altri treni sulla stessa tratta. 
Sulle linee ferroviarie a traffico più intenso sono realizzati solitamente con convogli a composizione bloccata (con la possibilità di trovarli in doppia composizione), o alternativamente composti da una locomotiva ed un numero variabile di carrozze, in genere da 3 a 10 per quanto riguarda le carrozze monopiano e da 2 a 7 per le carrozze a due piani. 
Sulle linee ferroviarie meno trafficate sono spesso realizzati con convogli a composizione bloccata in singola composizione o automotrici (leggere o pesanti) singole o a comando multiplo.

## Assegnazione della numerazione

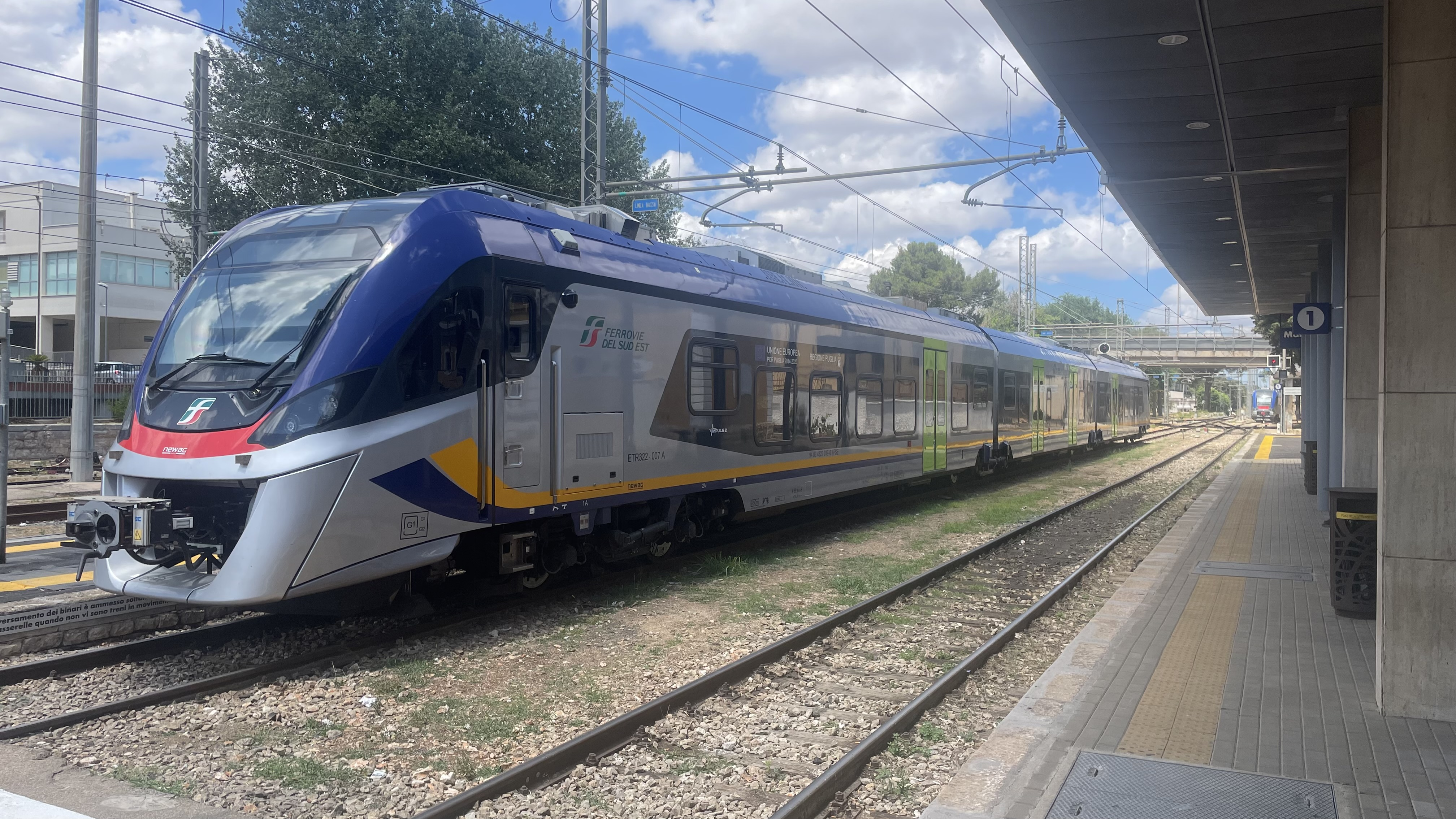
Treno regionale Ferrovie del Sud Est ETR 322

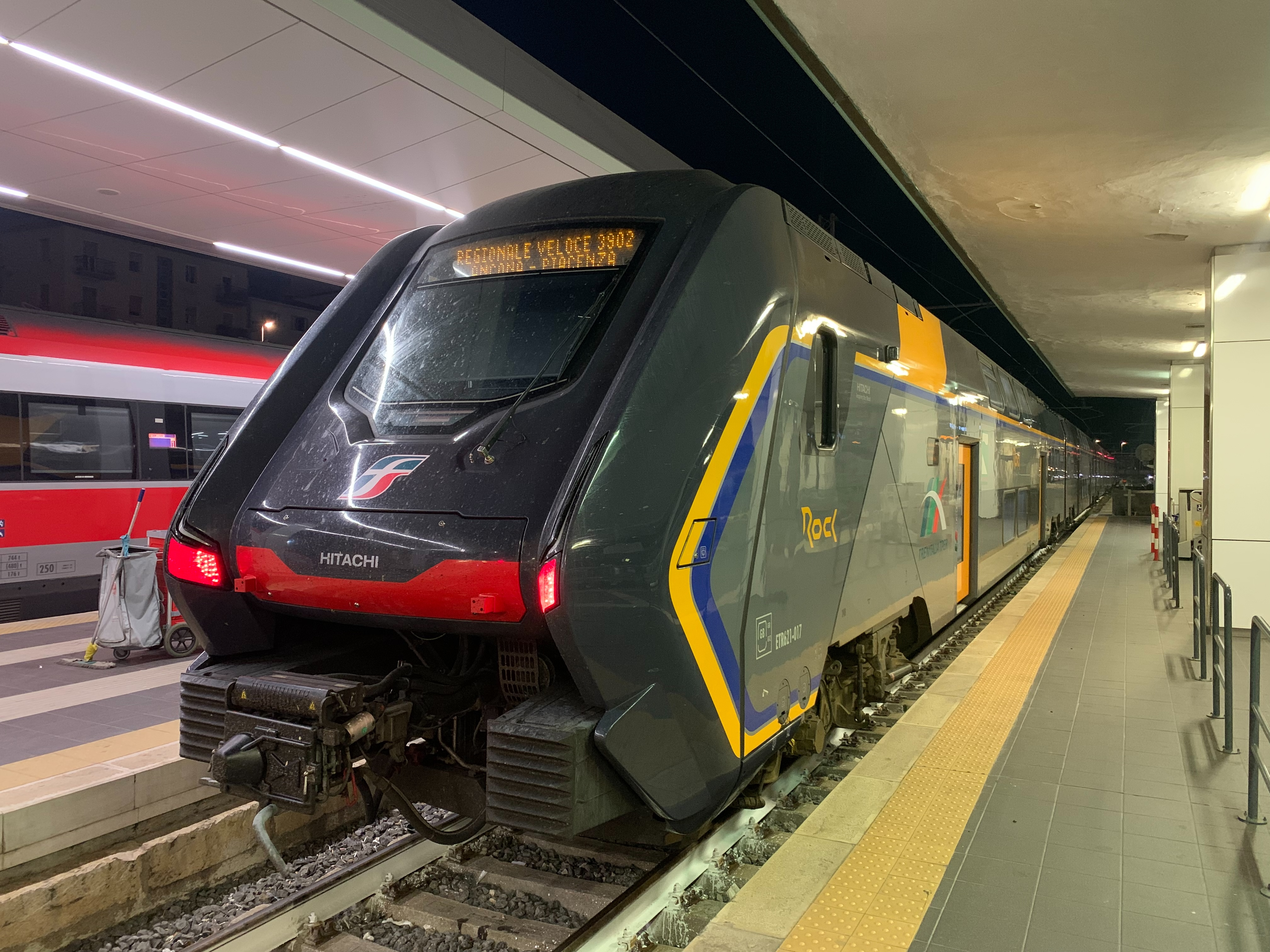
Treno regionale Trenitalia Tper ETR 621

La numerazione di Trenitalia è compresa fra 1700 e 1899, tra 2000 e 7999, tra 10000 e 12999, tra 16000 e 25499 nonché tra 34000 e 34999, più altre numerazioni sporadiche sia ordinarie sia per treni extra rispetto all'orario ordinario. 
Per le Ferrovie del Sud Est, facente parte del gruppo Ferrovie dello Stato Italiane, sono numerati tra:
- tra 90700 e 90999 nel quadro orario Lecce (province di Brindisi e di Lecce, che coprono la linea 2, 3, 4, 5, 6 e 7), le numerazioni sono utilizzate sia nei feriali che festive;
- tra 92100 e 92199 nonché tra 92300 e 92499 nel quadro orario di Bari (province di Bari e Taranto, che coprono la linea 1 e 1 bis), le prime numerazioni (92100-199) sono utilizzate unicamente nei festivi, le seconde (92300-499) sono utilizzate sia nei feriali che nei festivi;
- solo nei casi dei treni straordinari, come ad esempio per la Notte della Taranta, a prescindere dal quadro orario è utilizzata anche la serie 92500-92599.

Per Trenitalia Tper, anch'essa facente parte del gruppo Ferrovie dello Stato Italiane, oltre all'utilizzo della serie di alcune numerazioni comprese tra 2000 e 7999 nonché alcune tra 17000-17999 è utilizzata anche la serie di numerazioni da 90000 a 90699.

## Lista del materiale rotabile dal 2004
- Carrozze Medie Distanze Vestiboli Centrali-Estremi[4]
- Carrozze Vivalto[5]
Costruttori:
1ª serie: Corifer 
2ª serie: AnsaldoBreda
2ª serie: Hitachi Rail Italy

- E464[5]
Costruttori: AdTranz/Bombardier
- D445[4]
Costruttori: Fiat Ferroviaria, Sofer, O.ME.CA.
- Minuetto (ALe/ALn 501 e ALe/ALn 502[4])
Costruttore: Alstom
- Newag Impuls (ETR 322[6])
Costruttore: Newag
- Jazz (ETR 324, ETR 425 ed ETR 526[4])
Costruttore: Alstom
- Swing (ATR 220[7] ed ATR 220 Tr[8])
Costruttore: Pojazdy Szynowe Pesa Bydgoszcz
- Pop (ETR 103[5] ed ETR 104[9])
Costruttore: Alstom
- Rock (ETR 421, ETR 521 ed ETR 621)[5]
Costruttore: Hitachi Rail
- Blues (HTR 312/412[4])
Costruttore: Hitachi Rail
- TAF[4]
Costruttore: AnsaldoBreda, Breda Costruzioni Ferroviarie, ABB, Firema
- ALn 663[4], ALn 668[4] ed Ad 31-45[10]
Costruttore: O.ME.CA.-Fiat Ferroviaria